# Copa del Emperador 2021
La Copa del Emperador 2021 (Japonés: 天皇杯 JFA 第101回全日本サッカー選手権大会) fue la 101.ª edición de esta competición anual de la Copa del Emperador. Inició el 22 de mayo con la primera ronda y finalizó el 19 de diciembre en el estadio Olímpico de Tokio. El campeón participó en la Supercopa de Japón 2022 y en la Liga de Campeones de la AFC 2022. El Kawasaki Frontale fue el campeón defensor.

## Calendario
El calendario fue anunciado el 2 de abril de 2021.
| Etapa            | Fechas          | Número de equipos participantes | Clubes entrantes en esta ronda                                                                |
| ---------------- | --------------- | ------------------------------- | --------------------------------------------------------------------------------------------- |
| Primera ronda    | 23 y 24 de mayo | 52 (1+4+47) → 26                | - 47: ganadores de copas prefecturales - 1: mejor equipo amateur - 4: equipos de la J2 League |
| Segunda ronda    | 9 de junio      | 64 (26+18+20) → 32              | - 20: clubes de la J1 League - 18: clubes de la J2 League                                     |
| Tercera ronda    | 7 de julio      | 32 → 16                         |                                                                                               |
| Octavos de final | 18 de agosto    | 16 → 8                          |                                                                                               |
| Cuartos de final | 27 de octubre   | 8 → 4                           |                                                                                               |
| Semifinales      | 12 de diciembre | 4 → 2                           |                                                                                               |
| Final            | 19 de diciembre | 2 → 1                           |                                                                                               |

## Primera ronda
| Equipo 1                    | Resultado    | Equipo 2                                 |
| --------------------------- | ------------ | ---------------------------------------- |
| Nagano Parceiro             | 3–1 (t. s.)  | Niigata University of Health and Welfare |
| Fukuyama City               | 1–2          | Matsue City                              |
| Iwate Grulla Morioka        | 13–0         | Oyama                                    |
| Arterivo Wakayama           | 3–3 (4–5 p.) | Ococias Kyoto                            |
| Renofa Yamaguchi            | 1–1 (2–4 p.) | Verspah Oita                             |
| Gifu                        | 0–2          | Honda F. C.                              |
| Blaublitz Akita             | 1–1 (8–9 p.) | Hokkaido Tokachi Sky Earth               |
| Gainare Tottori             | 4–1          | F. C. Tokushima                          |
| Roasso Kumamoto             | 3–0          | Nippon Bunri Daigaku                     |
| Kagoshima United            | 4–0          | M. D. Nagasaki                           |
| Ryutsu Keizai University    | 2–3          | YSCC Yokohama                            |
| Iwaki                       | 2–2 (2–4 p.) | Sony Sendai                              |
| Universidad de Fukuoka      | 1–3 (t. s.)  | Okinawa SV                               |
| Biwako Seikei Sport College | 0–2          | Kwansei Gakuin University                |
| Vanraure Hachinohe          | 13–0         | Saruta Kōgyō                             |
| Porvenir Asuka              | 0–2          | F. C. Osaka                              |
| Tochigi City                | 9–0          | Nirasaki Astros                          |
| Ehime                       | 1–2          | Imabari                                  |
| Kataller Toyama             | 8–0          | Hokuriku University                      |
| Sagamihara                  | 3–1          | Komazawa University                      |
| Mitsubishi Mizushima        | 3–2          | Baleine Shimonoseki                      |
| Suzuka Point Getters        | 2–1          | Kariya                                   |
| Kochi United                | 1–0          | Kamatamare Sanuki                        |
| Tonan Maebashi              | 1–6          | Juntendo University                      |
| Honda Lock                  | 5–0          | Kawasoe Club                             |
| Fukui United                | 2–1          | Aventura Kawaguchi                       |

## Segunda ronda
| Equipo 1                   | Resultado    | Equipo 2                   |
| -------------------------- | ------------ | -------------------------- |
| Kawasaki Frontale          | 1–1 (4–3 p.) | Nagano Parceiro            |
| JEF United Chiba           | 1–0          | Omiya Ardija               |
| Shimizu S-Pulse            | 1–0          | Fukuyama City              |
| Vegalta Sendai             | 0–1          | Iwate Grulla Morioka       |
| Sanfrecce Hiroshima        | 1–5          | Ococias Kyoto              |
| Montedio Yamagata          | 1–2          | Verspah Oita               |
| Yokohama F. Marinos        | 2–2 (3–5 p.) | Honda F. C.                |
| Júbilo Iwata               | 3–0          | Hokkaido Tokachi Sky Earth |
| Cerezo Osaka               | 2–0          | Gainare Tottori            |
| Albirex Niigata            | 4–1          | Zweigen Kanazawa           |
| Sagan Tosu                 | 1–0          | Roasso Kumamoto            |
| Avispa Fukuoka             | 6–0          | Kagoshima United           |
| Kashima Antlers            | 8–1          | YSCC Yokohama              |
| Tochigi                    | 2–0          | Machida Zelvia             |
| Hokkaido Consadole Sapporo | 5–3          | Sony Sendai                |
| V-Varen Nagasaki           | 2–0          | Okinawa SV                 |
| Gamba Osaka                | 3–1          | Kwansei Gakuin University  |
| Matsumoto Yamaga           | 1–0          | Ryukyu                     |
| Yokohama F. C.             | 1–2          | Vanraure Hachinohe         |
| Shonan Bellmare            | 0–0 (4–3 p.) | F. C. Osaka                |
| Kashiwa Reysol             | 3–0          | Tochigi City               |
| Kyoto Sanga                | 3–1          | Imabari                    |
| Urawa Red Diamonds         | 1–0          | Kataller Toyama            |
| Giravanz Kitakyushu        | 0–1          | Sagamihara                 |
| Nagoya Grampus             | 5–0          | Mitsubishi Mizushima       |
| Tokyo Verdy                | 0–1          | Fagiano Okayama            |
| Vissel Kobe                | 4–0          | Suzuka Point Getters       |
| Tokushima Vortis           | 2–1          | Kochi United               |
| F. C. Tokio                | 1–2 (t. s.)  | Juntendo University        |
| Mito HollyHock             | 0–3          | Thespakusatsu Gunma        |
| Oita Trinita               | 3–2 (t. s.)  | Honda Lock                 |
| Ventforet Kofu             | 1–2          | Fukui United               |

## Tercera ronda
| Equipo 1                   | Resultado    | Equipo 2             |
| -------------------------- | ------------ | -------------------- |
| Kawasaki Frontale          | 1–1 (4–3 p.) | JEF United Chiba     |
| Shimizu S-Pulse            | 2–1          | Iwate Grulla Morioka |
| Ococias Kyoto              | 1–3          | Verspah Oita         |
| Honda F. C.                | 1–4          | Júbilo Iwata         |
| Cerezo Osaka               | 3–2          | Albirex Niigata      |
| Sagan Tosu                 | 1–0          | Avispa Fukuoka       |
| Kashima Antlers            | 3–0          | Tochigi              |
| Hokkaido Consadole Sapporo | 1–2          | V-Varen Nagasaki     |
| Gamba Osaka                | 2–0 (t. s.)  | Matsumoto Yamaga     |
| Vanraure Hachinohe         | 1–2 (t. s.)  | Shonan Bellmare      |
| Kashiwa Reysol             | 1–2          | Kyoto Sanga          |
| Urawa Red Diamonds         | 1–0          | Sagamihara           |
| Nagoya Grampus             | 1–0          | Fagiano Okayama      |
| Vissel Kobe                | 1–0          | Tokushima Vortis     |
| Juntendo University        | 2–3 (t. s.)  | Thespakusatsu Gunma  |
| Oita Trinita               | 2–0          | Fukui United         |

## Fase final

### Cuadro de desarrollo
|  | Octavos de final                 | Octavos de final                 |                    |       | Cuartos de final | Cuartos de final |  |  | Semifinales     | Semifinales     |  |  | Final           | Final           |
|  | 18 de agosto al 22 de septiembre | 18 de agosto al 22 de septiembre |                    |       | 27 de octubre    | 27 de octubre    |  |  | 12 de diciembre | 12 de diciembre |  |  | 19 de diciembre | 19 de diciembre |
|  |                                  |                                  |                    |       |                  |                  |  |  |                 |                 |  |  |                 |                 |
|  |                                  |                                  |                    |       |                  |                  |  |  |                 |                 |  |  |                 |                 |
|  |                                  |                                  |                    |       |                  |                  |  |  |                 |                 |  |  |                 |                 |
|  | Gamba Osaka                      | 4                                |                    |       |                  |                  |  |  |                 |                 |  |  |                 |                 |
|  | Gamba Osaka                      | 4                                |                    |       |                  |                  |  |  |                 |                 |  |  |                 |                 |
|  | Shonan Bellmare                  | 1                                |                    |       |                  |                  |  |  |                 |                 |  |  |                 |                 |
|  | Shonan Bellmare                  | 1                                | Gamba Osaka        | 0     |                  |                  |  |  |                 |                 |  |  |                 |                 |
|  |                                  |                                  |                    | 0     |                  |                  |  |  |                 |                 |  |  |                 |                 |
|  |                                  | Urawa Red Diamonds               | 2                  |       |                  |                  |  |  |                 |                 |  |  |                 |                 |
|  | Kyoto Sanga                      | Urawa Red Diamonds               | 2                  | 0     |                  |                  |  |  |                 |                 |  |  |                 |                 |
|  | Kyoto Sanga                      |                                  |                    | 0     |                  |                  |  |  |                 |                 |  |  |                 |                 |
|  | Urawa Red Diamonds               | 1                                |                    |       |                  |                  |  |  |                 |                 |  |  |                 |                 |
|  | Urawa Red Diamonds               | 1                                | Urawa Red Diamonds | 2     |                  |                  |  |  |                 |                 |  |  |                 |                 |
|  |                                  |                                  |                    | 2     |                  |                  |  |  |                 |                 |  |  |                 |                 |
|  |                                  | Cerezo Osaka                     | 0                  |       |                  |                  |  |  |                 |                 |  |  |                 |                 |
|  | Nagoya Grampus                   | Cerezo Osaka                     | 0                  | 1     |                  |                  |  |  |                 |                 |  |  |                 |                 |
|  | Nagoya Grampus                   |                                  |                    | 1     |                  |                  |  |  |                 |                 |  |  |                 |                 |
|  | Vissel Kobe                      | 0                                |                    |       |                  |                  |  |  |                 |                 |  |  |                 |                 |
|  | Vissel Kobe                      | 0                                | Nagoya Grampus     | 0     |                  |                  |  |  |                 |                 |  |  |                 |                 |
|  |                                  |                                  |                    | 0     |                  |                  |  |  |                 |                 |  |  |                 |                 |
|  |                                  | Cerezo Osaka                     | 3                  |       |                  |                  |  |  |                 |                 |  |  |                 |                 |
|  | Cerezo Osaka                     | Cerezo Osaka                     | 3                  | 1     |                  |                  |  |  |                 |                 |  |  |                 |                 |
|  | Cerezo Osaka                     |                                  |                    | 1     |                  |                  |  |  |                 |                 |  |  |                 |                 |
|  | Sagan Tosu                       | 0                                |                    |       |                  |                  |  |  |                 |                 |  |  |                 |                 |
|  | Sagan Tosu                       | 0                                | Urawa Red Diamonds | 2     |                  |                  |  |  |                 |                 |  |  |                 |                 |
|  |                                  |                                  |                    | 2     |                  |                  |  |  |                 |                 |  |  |                 |                 |
|  |                                  | Oita Trinita                     | 1                  |       |                  |                  |  |  |                 |                 |  |  |                 |                 |
|  | Kawasaki Frontale                | Oita Trinita                     | 1                  | 2     |                  |                  |  |  |                 |                 |  |  |                 |                 |
|  | Kawasaki Frontale                |                                  |                    | 2     |                  |                  |  |  |                 |                 |  |  |                 |                 |
|  | Shimizu S-Pulse                  | 1                                |                    |       |                  |                  |  |  |                 |                 |  |  |                 |                 |
|  | Shimizu S-Pulse                  | 1                                | Kawasaki Frontale  | 3     |                  |                  |  |  |                 |                 |  |  |                 |                 |
|  |                                  |                                  |                    | 3     |                  |                  |  |  |                 |                 |  |  |                 |                 |
|  |                                  | Kashima Antlers                  | 1                  |       |                  |                  |  |  |                 |                 |  |  |                 |                 |
|  | Kashima Antlers                  | Kashima Antlers                  | 1                  | 3     |                  |                  |  |  |                 |                 |  |  |                 |                 |
|  | Kashima Antlers                  |                                  |                    | 3     |                  |                  |  |  |                 |                 |  |  |                 |                 |
|  | V-Varen Nagasaki                 | 1                                |                    |       |                  |                  |  |  |                 |                 |  |  |                 |                 |
|  | V-Varen Nagasaki                 | 1                                | Kawasaki Frontale  | 1 (4) |                  |                  |  |  |                 |                 |  |  |                 |                 |
|  |                                  |                                  |                    | 1 (4) |                  |                  |  |  |                 |                 |  |  |                 |                 |
|  |                                  | Oita Trinita                     | 1 (5)              |       |                  |                  |  |  |                 |                 |  |  |                 |                 |
|  | Verspah Oita                     | Oita Trinita                     | 1 (5)              | 0     |                  |                  |  |  |                 |                 |  |  |                 |                 |
|  | Verspah Oita                     |                                  |                    | 0     |                  |                  |  |  |                 |                 |  |  |                 |                 |
|  | Júbilo Iwata (t. s.)             | 1                                |                    |       |                  |                  |  |  |                 |                 |  |  |                 |                 |
|  | Júbilo Iwata (t. s.)             | 1                                | Júbilo Iwata       | 0     |                  |                  |  |  |                 |                 |  |  |                 |                 |
|  |                                  |                                  |                    | 0     |                  |                  |  |  |                 |                 |  |  |                 |                 |
|  |                                  | Oita Trinita                     | 2                  |       |                  |                  |  |  |                 |                 |  |  |                 |                 |
|  | Thespakusatsu Gunma              | Oita Trinita                     | 2                  | 1     |                  |                  |  |  |                 |                 |  |  |                 |                 |
|  | Thespakusatsu Gunma              |                                  |                    | 1     |                  |                  |  |  |                 |                 |  |  |                 |                 |
|  | Oita Trinita (t. s.)             | 2                                |                    |       |                  |                  |  |  |                 |                 |  |  |                 |                 |
|  | Oita Trinita (t. s.)             | 2                                |                    |       |                  |                  |  |  |                 |                 |  |  |                 |                 |

### Octavos de final
| 18 de agosto | Cerezo Osaka | 1:0 (1:0) | Sagan Tosu | Estadio Yodoko Sakura, Osaka                              |                                                           |
| 18:00 (JST)  | Kato 34'     | Reporte   |            | Asistencia: 2562 espectadores Árbitro(s): Akihiko Ikeuchi | Asistencia: 2562 espectadores Árbitro(s): Akihiko Ikeuchi |

| 18 de agosto | Kyoto Sanga | 0:1 (0:1) | Urawa Red Diamonds | Estadio Nishikyogoku, Kioto                           |                                                       |
| 18:00 (JST)  |             | Reporte   | Iwanami 15'        | Asistencia: 3416 espectadores Árbitro(s): Jumpei Iida | Asistencia: 3416 espectadores Árbitro(s): Jumpei Iida |

| 18 de agosto | Nagoya Grampus | 1:0 (0:0) | Vissel Kobe | Estadio Toyota, Toyota                                    |                                                           |
| 18:00 (JST)  | Świerczok 89'  | Reporte   |             | Asistencia: 3453 espectadores Árbitro(s): Hiroki Kasahara | Asistencia: 3453 espectadores Árbitro(s): Hiroki Kasahara |

| 18 de agosto | Thespakusatsu Gunma | 1:2 (1:1, 1:1) (t. s.) | Oita Trinita                    | Estadio Shoda Shoyu Gunma, Maebashi                       |                                                           |
| 18:00 (JST)  | Shiraishi 13'       | Reporte                | Watanabe 18' · S. Kobayashi 96' | Asistencia: 890 espectadores Árbitro(s): Futoshi Nakamura | Asistencia: 890 espectadores Árbitro(s): Futoshi Nakamura |

| 18 de agosto | Kawasaki Frontale                            | 2:1 (0:0) | Shimizu S-Pulse | Estadio Nihondaira, Shizuoka                          |                                                       |
| 19:00 (JST)  | Y. Kobayashi 57' (pen.) · Leandro Damião 74' | Reporte   | Nakayama 64'    | Asistencia: 2795 espectadores Árbitro(s): Masuya Ueda | Asistencia: 2795 espectadores Árbitro(s): Masuya Ueda |

| 18 de agosto | Verspah Oita | 0:1 (0:0, 0:0) (t. s.) | Júbilo Iwata  | Oita Bank Dome, Ōita                                   |                                                        |
| 19:00 (JST)  |              | Reporte                | González 101' | Asistencia: 512 espectadores Árbitro(s): Yoshiaki Imai | Asistencia: 512 espectadores Árbitro(s): Yoshiaki Imai |

| 18 de agosto | Kashima Antlers                               | 3:1 (0:1) | V-Varen Nagasaki | Estadio de Atletismo, Nagasaki                           |                                                          |
| 19:00 (JST)  | Arthur Caíke 50' · Everaldo 60' · Hayashi 74' | Reporte   | Maikuma 7'       | Asistencia: 3357 espectadores Árbitro(s): Yudai Yamamoto | Asistencia: 3357 espectadores Árbitro(s): Yudai Yamamoto |

| 22 de septiembre | Gamba Osaka                                        | 4:1 (3:0) | Shonan Bellmare | Estadio Panasonic Suita, Suita                      |                                                     |
| 18:00 (JST)      | Patric 2', 56' · Wellington Silva 26' · Kurata 42' | Reporte   | Shibata 64'     | Asistencia: 2874 espectadores Árbitro(s): Koei Koya | Asistencia: 2874 espectadores Árbitro(s): Koei Koya |

### Cuartos de final
| 27 de octubre | Nagoya Grampus | 0:3 (0:2) | Cerezo Osaka                                    | Estadio Toyota, Toyota                                    |                                                           |
| 18:00 (JST)   |                | Reporte   | Toriumi 32' · Tiago Pagnussat 38' · Taggart 62' | Asistencia: 5202 espectadores Árbitro(s): Hiroki Kasahara | Asistencia: 5202 espectadores Árbitro(s): Hiroki Kasahara |

| 27 de octubre | Kawasaki Frontale                              | 3:1 (2:0) | Kashima Antlers | Estadio Todoroki Kawasaki, Kawasaki                          |                                                              |
| 18:00 (JST)   | Machida 32' (a.g.) · Hatate 48' · Wakizaka 51' | Reporte   | Araki 90'       | Asistencia: 9776 espectadores Árbitro(s): Nobutsugu Murakami | Asistencia: 9776 espectadores Árbitro(s): Nobutsugu Murakami |

| 27 de octubre | Gamba Osaka | 0:2 (0:2) | Urawa Red Diamonds      | Estadio Panasonic Suita, Suita                             |                                                            |
| 18:30 (JST)   |             | Reporte   | Junker 10' · Sekine 42' | Asistencia: 5553 espectadores Árbitro(s): Yuichi Nishimura | Asistencia: 5553 espectadores Árbitro(s): Yuichi Nishimura |

| 27 de octubre | Júbilo Iwata | 0:2 (0:0) | Oita Trinita                  | Estadio Ecopa, Shizuoka                               |                                                       |
| 19:00 (JST)   |              | Reporte   | Nagasawa 65' · Fujimoto 90+1' | Asistencia: 3418 espectadores Árbitro(s): Jumpei Iida | Asistencia: 3418 espectadores Árbitro(s): Jumpei Iida |

### Semifinales
| 12 de diciembre | Kawasaki Frontale                                                          | 1:1 (0:0, 0:0) (t. s.)(4:5 p.) | Oita Trinita                                                                 | Estadio Todoroki Kawasaki, Kawasaki                       |                                                           |
| 14:00 (JST)     | Kobayashi 113'                                                             | Reporte                        | Trevisan 120+1'                                                              | Asistencia: 17 595 espectadores Árbitro(s): Hajime Matsuo | Asistencia: 17 595 espectadores Árbitro(s): Hajime Matsuo |
|                 |                                                                            | Tiros desde el punto penal     |                                                                              |                                                           |                                                           |
|                 | Chinen · Yamamura · Kozuka · Tsukagawa · Yū Kobayashi · Taniguchi · Yamane |                                | Shimoda · Nagasawa · Matsumoto · Trevisan · Yuk. Kobayashi · Misao · Machida |                                                           |                                                           |

| 12 de diciembre | Urawa Red Diamonds       | 2:0 (1:0) | Cerezo Osaka | Estadio Saitama 2002, Saitama                               |                                                             |
| 16:00 (JST)     | Ugajin 29' · Koizumi 89' | Reporte   |              | Asistencia: 30 933 espectadores Árbitro(s): Yoshiro Imamura | Asistencia: 30 933 espectadores Árbitro(s): Yoshiro Imamura |

### Final
| 19 de diciembre | Urawa Red Diamonds      | 2:1 (1:0) | Oita Trinita | Estadio Olímpico, Tokio                                  |                                                          |
| 14:00 (JST)     | Esaka 6' · Makino 90+3' | Reporte   | Pereira 90'  | Asistencia: 57 785 espectadores Árbitro(s): Yusuke Araki | Asistencia: 57 785 espectadores Árbitro(s): Yusuke Araki |

|                                       |
| Bandera de Japón                      |
| Campeón Urawa Red Diamonds 4.º título |